# Pella (Jordanien)

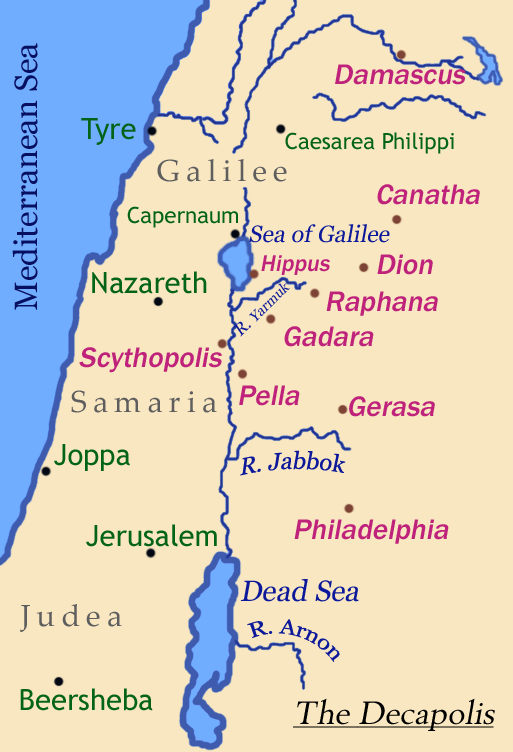
Karte der Dekapolis mit Pella

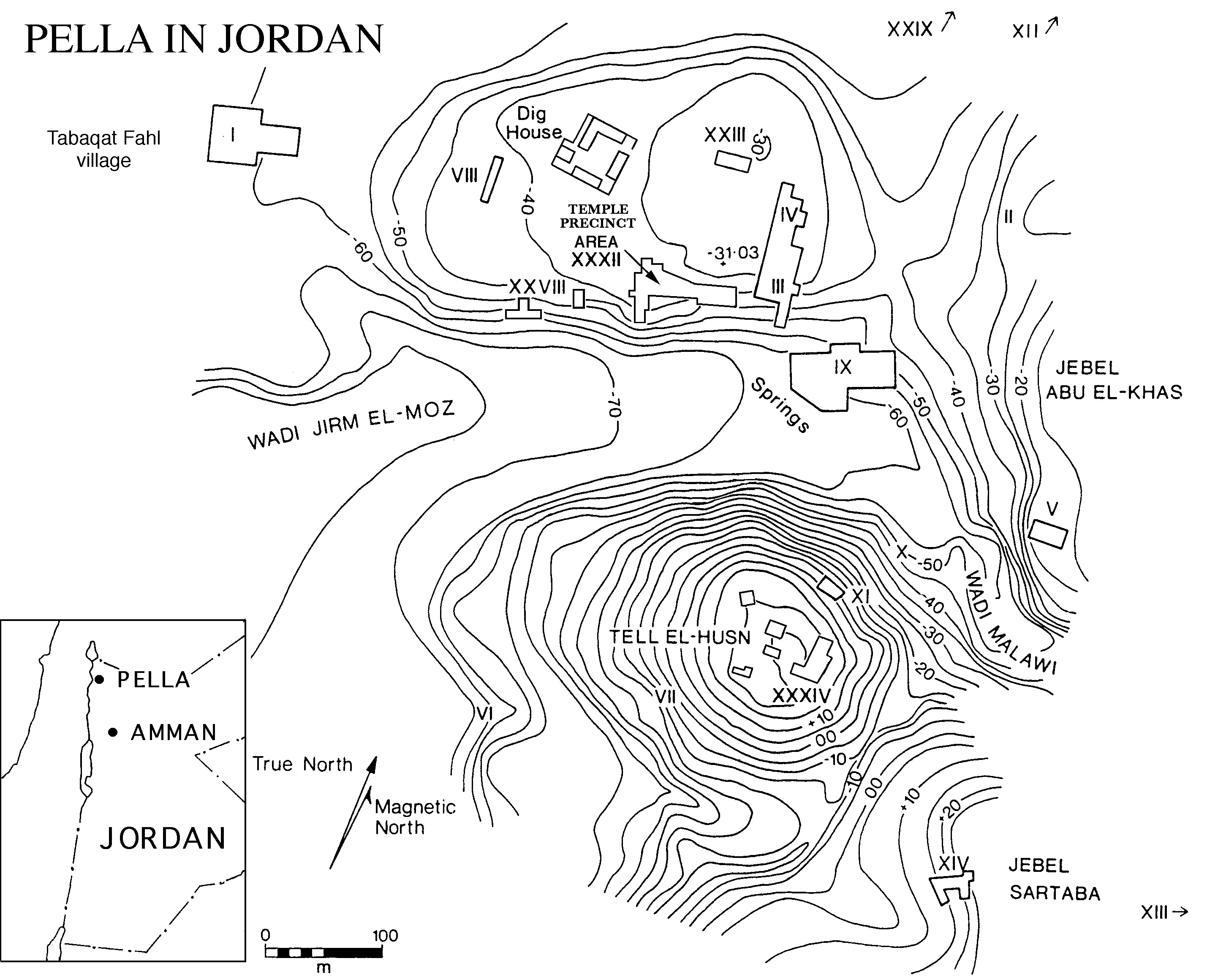
Plan der Ausgrabungen

Pella, arabisch طبقة فحل Tabaqat Fahl, DMG Ṭabaqat Faḥl, Pella pros Nymphaio, ist ein Dorf mit antiker Ruinenstätte im nordwestlichen Jordanien. Pella liegt im Jordantal ungefähr 85 km nördlich von Amman und ist etwa eine halbe Fahrstunde von der nordjordanischen Stadt Irbid entfernt.

## Geschichte
Seit der Jungsteinzeit ist die Ortslage ununterbrochen besiedelt. Dazu trug die ständig wasserführende Quelle im Wadi Jirm bei, die eine zuverlässige Wasserversorgung sicherstellte. Aus der Mittel- und Spätbronzezeit sind Tempel erhalten, ebenso einer aus der Eisenzeit. Zum ersten Mal im 19. Jahrhundert v. Chr. in ägyptischen Inschriften als ‚Pihilum‘ oder ‚Pehel‘ erwähnt, wurde der Ortsname später zu Pella hellenisiert, wohl zu Ehren von Pella in Makedonien, dem Geburtsort von Alexander dem Großen.
Auf die hellenistische Stadt folgte die römische, von der einige sehenswerte Ruinen erhalten sind. In dieser Zeit gehörte Pella zur Dekapolis, einer Gruppe von zehn Städten in Palästina, die Zentren griechisch-römischer Kultur waren. Die Stadt lag am Fluss Nymphaios, nach dem sie auch als Pella pros Nymphaio benannt war. Eusebius von Caesarea schreibt, vor Beginn des Jüdischen Krieges seien Christen aus der Jerusalemer Urgemeinde nach Pella geflohen. Das byzantinische Pella war Bischofssitz. Mit einer Einwohnerschaft von 25.000 bis 30.000 Menschen erreichte die Stadt in byzantinischer Zeit ihre größte Ausdehnung. Im Stadtzentrum wurde die Hauptkirche wohl an der Stelle eines paganen Heiligtums errichtet. Außerdem wurden zwei weitere Kirchen in der westlichen und der östlichen Vorstadt erbaut.
Nach der arabischen Eroberung im Jahr 635 war Pella etwa hundert Jahre eine umayyadische Stadt, bis sie 749 von einem Erdbeben zerstört wurde. Zur Zeit der Abbassiden gab es in Pella eine Karawanserei. In mamlukischer Zeit wuchs die Siedlung infolge des Zuckerrohranbaus im Jordantal. Pella war um 1350 Sitz eines kleinen administrativen Zentrums und besaß eine Moschee, die mit antiken und byzantinischen Spolien erbaut worden war.